# Конотопське краєзнавче товариство
Коното́пське краєзна́вче товари́ство — округове товариство краєзнавства, що працювало у місті Конотопі (тепер районний центр Сумської області України) наприкінці 1920-х і до середині 1930-х років.
Утворене влітку 1927 року з організованого на рік раніше (1926) конотопського краєзнавчого гурта при місцевому історичному музеї.
Складалося з 4 секцій: історичної, географічної, економічної, природничої. Мало філії — краєзнавчі гуртки у Батурині, Тиниці та інших населених пунктах.
Члени товариства досліджували історію Конотопа, Батурина, організували комплексне історичне й економічне вивчення Тиниці, збирали пам'ятки фольклору, здійснювали фенологічні спостереження. Товариство організовувало відзначення ювілеїв Т. Г. Шевченка, П. О. Куліша, О. М. Лазаревського.
Конотопське краєзнавче товариство припинило свою діяльність у середині 1930-х років під тиском сталінських репресій.

## Джерело
- Конотопське краєзнавче товариство // Чернігівщина:Енциклопедичний довідник, К.: УРЕ і м. М. П. Бажана, 1990. — с. 339